# Erik Björnsson
Erik Björnsson är en av Sveriges sagokungar och en av Björn Järnsidas söner. Enligt Hervarar saga efterträdde han sin far som kung av svearna. Han hade en kort regeringsperiod och efterträddes av sin brorson Erik Refilsson. Båda Erik Björnssons söner Björn på Håga och Anund Uppsale, skall ha efterträdit Erik Refilsson och samregerat som sveakungar.